# 連合緊急対応軍団
座標: 北緯51度53分35秒 西経2度11分50秒 / 北緯51.893056度 西経2.197222度
連合緊急対応軍団（英語：Headquarters Allied Rapid Reaction Corps、略称：HQ ARRCもしくはARRC）は、北大西洋条約機構における軍事機構分野の欧州連合軍内に編成されている地上軍高即応部隊司令部と実働体たる緊急展開軍団のこと。命令一下、5日から30日以内に準備を整え部隊を世界各地に展開することが求められている。

## 歴史
連合緊急対応軍団はドイツ連邦共和国ビーレフェルトにて旧イギリス第1軍団を基に1992年10月2日に編成される。冷戦終結後に現出した緊急展開部隊構想に基づき、地上軍で構成される軍団級の即応部隊を編成し、欧州連合軍（ACE）を強化しそしてNATO領域からペータースベルク任務を指揮する事を目的とした。
軍団改編当初は完全にイギリス軍であったが時間の経過と共に多国籍部隊に変貌している。イギリスは「枠組国」であると定義されており軍団の過半を負担している。1994年以降、ドイツ連邦共和国ノルトライン＝ヴェストファーレン州に所在するラインダーレン軍用団地（en:Rheindahlen Military Complex）に施設基盤を有している。
1995年6月にはボスニアにて和平履行部隊（IFOR）の一部としてNATO初配備となる地上部隊を指揮し、英第24空中機動旅団を基幹に5,500人の将兵、フランス共和国から4,000人、オランダ王国から180人の将兵も派遣された。1995年7月25日にサラエボ郊外のイグマン山でボスニアのセルビア人武装勢力と銃撃戦に突入している。1996年4月にはドイツ連邦軍からホルガー・カンマーホフ（de:Holger Kammerhoff）が副参謀長として指揮官代理に就任し、1996年11月までクロアチアに所在したIFOR司令部にて指揮していた。1999年のコソボ紛争では地上部隊指揮司令部として機能していた。
2002年以降、司令部は再編成により（他のNATO加盟国から成る5個部隊と共に）広汎な任務を保持する高即応部隊として確立される。司令部組織は欧州連合軍最高司令官の指揮下におかれる。
2006年5月4日からはアフガニスタンに展開している国際治安支援部隊（ISAF）の指揮を執っている。
2010年夏に司令部はイギリス本土グロスター郊外にあるイムジン兵営（en:Imjin Barracks）へ移転した。そして、2011年1月から2012年1月までISAF統合作戦司令部を支援するために展開される予定。

## 任務
連合緊急対応軍団はNATOおよび欧州連合の指揮下におかれ危機に対応する。具体的には軍団は以下の部隊・機関のいずれかがおかれる。
- 軍団司令部
- 地上部隊司令部
- 共同統合地上部隊司令部
- NATO即応部隊地上部隊司令部

司令部は下令後、5日から30日以内に支援管理も含めて世界規模の緊急展開作戦を実施できるように準備される。
連合緊急対応軍団は与えられた任務を遂行するために訓練を受け戦闘、戦闘支援および戦闘後方支援部隊とそれらに必要な装備を保有し能力を持つ。但し、連合緊急対応軍団司令部は欧州連合軍最高司令官から始動命令を受領するまで実働部隊は稼動しない。展開命令受領時に、部隊を供出する国軍に対し、当該部隊の指揮権について配備期間中はNATOを経由する。

## 組織
連合緊急対応軍団は司令部、指揮支援隊、工兵および警備隊が常設されており軍団長の下で以下のような組織がある。
常設機関・部隊
- 中枢参謀部（軍団長支援のための支援グループ）
- 作戦部（計画、指揮支援）
- 副支援司令部（軍団司令部機能の前進移動に責任を負う）
- 戦闘後方支援部（戦闘後方支援）
- G6部（情報技術(IT)支援）
- 工兵部（工兵司令部門）
- 英第1通信旅団（エルンプトとラインダーレンに所在）

連合緊急対応軍団の主導国はイギリスで軍団長には代々イギリス陸軍中将が充てられる。イギリスは軍団に対して80％の比率で部隊資産を負担しており、所属将兵の60％を占めている。司令部は約400人が常設要員として存在しており、ベルギー王国、デンマーク王国、ドイツ連邦共和国、フランス共和国、ギリシャ共和国、イギリス、ハンガリー共和国、イタリア共和国、カナダ、オランダ王国、ノルウェー王国、ポーランド共和国、ポルトガル共和国、スペイン王国、チェコ共和国、トルコ共和国およびアメリカ合衆国から要員が派遣されている。加盟17カ国は司令部要員や連絡士官を各々派遣している。
当初、軍団を構成する師団については国際混成にする提案があったが困難であることが確認されたため断念され、地上軍高即応部隊司令部のもとで加盟国ごとに師団を編成して対応するとした。
以下は最新の状況。
指定部隊
- 第1装甲師団
- アックイ師団（it:33ª Divisione fanteria "Acqui"、国外派遣時に旅団集成するための臨時編成）
- 第1機甲師団（en:1st Armoured Division (United Kingdom)）
- 第3機械化師団（en:3rd Mechanised Division (United Kingdom)）
- 第1師団

軍団はヨーロッパでの作戦では同時に4個師団まで指揮することができた。NATO加盟国からは10個師団が任意で軍団運用に組み込まれる。その指定部隊は以下のどおり。
- 英第1機甲師団（ドイツ駐留、18,500人）
- 英第3機械化師団（イギリス駐屯、18,500人）
- 米第1機甲師団（ドイツ駐留、22,000人）
- 英第3機械化師団（イギリス駐屯、18,500人）
- 独第7装甲師団（ドイツ駐屯、19,000人。2006年に解隊され第1装甲師団に引き継がれる）
- 西緊急対応師団（スペイン駐屯、10,000人）
- 伊第3機械化師団（イタリア駐屯、18,000人）
- 希第2機械化歩兵師団（ギリシャ駐屯）
- 土第1機械化師団（トルコ駐屯、13,600人）
- 北部多国籍師団、中央多国籍師団（英独蘭白の国際部隊で司令部はドイツ、1994年に編成され2002年に解隊）
- 南部多国籍師団（伊希土の国際部隊でその後解隊されている）

## 歴代軍団長
| 代 | 国籍         | 氏名                             | 着任          | 離任          |
| -- | ------------ | -------------------------------- | ------------- | ------------- |
| 1  | イギリスの旗 | ジェレミー・マッケンジー陸軍中将 | 1992年        | 1994年        |
| 2  | イギリスの旗 | マイケル・ウォーカー陸軍中将     | 1994年        | 1997年2月     |
| 3  | イギリスの旗 | マイク・ジャクソン陸軍中将       | 1997年2月     | 2000年1月     |
| 4  | イギリスの旗 | クリストファー・ドルリー陸軍中将 | 2000年1月26日 | 2003年1月15日 |
| 5  | イギリスの旗 | リチャード・ダナット陸軍中将     | 2003年1月15日 | 2006年1月19日 |
| 6  | イギリスの旗 | デイヴィッド・リチャーズ陸軍中将 | 2006年1月19日 | 2007年12月    |
| 7  | イギリスの旗 | リチャード・シャーレフ陸軍中将   | 2007年12月    | 2011年        |
| 8  | イギリスの旗 | ジェイムズ・バックナル陸軍中将   | 2011年        | 2013年        |
| 9  | イギリスの旗 | ティモシー・エヴァンズ陸軍中将   | 2013年        | 2016年        |
| 10 | イギリスの旗 | ティモシー・ラドフォード陸軍中将 | 2016年        |               |